# Pedro Caldeira Brant
Pedro Caldeira Brant (Salvador, 20 de junho de 1814 — Rio de Janeiro, 18 de fevereiro de 1881) foi um nobre do Império do Brasil.
Foi o primeiro e único Conde de Iguaçu (Nova Iguaçu). Era filho de Felisberto Caldeira Brant Pontes de Oliveira e Horta, Marquês de Barbacena, e de Ana Constança Guilhermina de Castro Murat; e irmão de Felisberto Caldeira Brant Pontes, o segundo Visconde de Barbacena.

## Casamento e Descendência
Casou-se, em primeiras núpcias, com Cecília Rosa de Araújo, filha dos condes de Sarapuí. Depois de ficar viúvo, casou-se novamente, em 2 de setembro de 1848, com Maria Isabel de Alcântara Bourbon, filha legitimada do imperador Dom Pedro I do Brasil e de Domitila de Castro Canto e Melo, a marquesa de Santos, com quem teve sete filhos:
- Isabel Caldeira Brant (janeiro de 1849 - 19 de julho de 1849);
- Pedro de Alcântara Caldeira Brant (18 de novembro de 1850 - dezembro de 1868), casado com Maria Luísa Pereira de Brito, com descendência;
- Luís de Alcântara Caldeira Brant;
- Maria Teresa Caldeira Brant (11 de setembro de 1852 - 1875), casada com Charles Collins, com descendência;
- Isabel Maria Caldeira Brant (7 de agosto de 1854 - 6 de fevereiro de 1884), casada com Antônio Dias Pais Leme, com descendência;
- Deolinda Caldeira Brant, casada com Claudiano dos Santos;
- José Severino de Alcântara Caldeira Brant, casado com Salviana Candida Fortes, com descendência.

Em 1830, surgiram rumores de que ele iria se casar com Luísa Margarida Portugal e Barros, futura Condessa de Barral e amante do imperador Dom Pedro II. No entanto, os rumores foram desmentidos na época pelo pai da moça, Domingos Borges de Barros, visconde de Pedra Branca, que queria que ela se casasse com o Marquês de Abrantes, Miguel Du Pin.

## Títulos e Honras
Recebeu a comenda da Imperial Ordem de Cristo e a grã-cruz da Imperial Ordem de São Stanislau, da Rússia. Tornou-se Conde de Iguaçu por decreto de 2 de dezembro de 1840, do imperador Dom Pedro II do Brasil.
Em 1844, foi nomeado gentil-homem da câmara do Império, ao lado do Conde de Baependi. Os dois mantiveram-se no cargo até 1886, exercendo a função de servir e acompanhar o monarca. A insígnia dos gentis-homens era uma chave dourada, representando aquilo que deveria ser visto ou escondido, ou seja, a câmara do Imperador.

## Memórias Genealógicas
Autor de Memórias Genealógicas e  Históricas das Famílias Brant e outras, é um dos patronos do Colégio Brasileiro de Genealogia. Herdou de seu pai o Engenho de Santo Antônio de Jacutinga em Nova Iguaçu, que em 1851 vendeu para o comendador Manuel José Coelho da Rocha. A propriedade abrange o que hoje é o município de Belford Roxo, na Baixada Fluminense.

Junto com a esposa Maria Isabel de Alcântara, Filha de Dom Pedro e a Marquesa dos Santos. Residiram na Freguesia, vila e cidade de Nossa Senhora da Piedade do Iguaçu atual Nova Iguaçu no Engenho de Santo Antônio de Jacutinga, A propriedade ( hoje em ruínas), se localiza no alto de uma Colina atrás do Uniabeu, o que hoje é o município de Belford Roxo, na Baixada Fluminense.
Foi também um dos fundadores da Irmandade de Nossa Senhora de Copacabana, criada em 1858 e responsável pela manutenção da capela que deu nome ao bairro de Copacabana, no local onde mais tarde seria construído o Forte.